# Acer zoeschense
Acer zoeschense é uma espécie de árvore do gênero Acer, pertencente à família Aceraceae.